# Хожемін
Хожемін (пол. Chorzemin, нім. Weitwiesen) — село в Польщі, у гміні Вольштин Вольштинського повіту Великопольського воєводства.
Населення — 799 осіб (2011).
У 1975-1998 роках село належало до Зеленоґурського воєводства.

## Демографія
Демографічна структура станом на 31 березня 2011 року:
|          | Загалом | Допрацездатний вік | Працездатний вік | Постпрацездатний вік |
| -------- | ------- | ------------------ | ---------------- | -------------------- |
| Чоловіки | 403     | 115                | 248              | 40                   |
| Жінки    | 396     | 82                 | 237              | 77                   |
| Разом    | 799     | 197                | 485              | 117                  |